# Hor I.
Hor Avibre ali Hor I. je bil faraon Trinajste egipčanske dinastije iz drugega vmesnega obdobja Egipta, ki je vladal je od okoli 1777 do okoli 1775 pr. n. št. ali samo nekaj mesecev okoli 1760 pr. n. št. ali 1732 pr. n. št. Znan je predvsem po skoraj nedotaknjeni grobnici, odkriti leta 1894, in redkem lesenem kipu njegove Ka v naravni velikosti.

## Dokazi
Hor Avibre je omenjen na Torinskem seznamu kraljev, sestavljenem v ramzeškem obdobju. Zapisan je v 17. vrstici 7. kolone (Gardinerjev vnos 6.17 Prvi primarni dokaz o njegovem obstoju je bila njegova skoraj nedotaknjena grobnica v Dahšurju, ki jo je odkril  Jacques de Morgan leta 1894.
Kasneje so odkrili tudi pokrov vrča neznanega porekla in plaketo z njegovim imenom, ki sta zdaj v Egipčanskem muzeju v Berlinu. Drugo plaketo so odkrili v piramidi Amenemheta I. v Lištu. V piramidi so odkrili tudi več fajančnih plaket z imeni drugih faraonov iz Trinajste dinastije.
Še pomembnejši je granitni arhitrav s kartušama Hora in njegovega naslednika Sekemreja, odkrit v Tanisu v Nilovi delti. Arhitrav je bil verjetno iz Memfisa in bil v hiškem obdobju prenešen v Tanis. Egiptolog Kim Ryhold na osnovi teh dokazov sklepa, da je bil Sehemre Horov sin in sovladar.

## Vladanje
Po Kimu Ryholtu in Darrellu Bakerju je bil Hor Avibre petnajsti vladar Trinajste dinastije, Detlef Franke in Jürgen von Beckerath ga štejeta za štirinajstega faraona te dinastije. Sorodstvenih vezi Hora I. z njegovim predhodnikov še niso odkrili, zato Ryholt in Baker sklepata, da je bil uzurpator.
Dolžina Horovega vladanja je zaradi poškodovanega papirusa Torinskega seznama nepopolna. Po najnovejši Ryholtovi razlagi se ohranjeni del napisa bere "[... in] 7 dni". Gardiner je v 1950. letih napis prebral kot "[...] 7 mesecev". Miroslav Verner in Darrell Baker sta na osnovi teh podatkov prepričana, da je bil kratkoživ vladar, ki je vladal največ dve leti, vsekakor pa dovolj dolgo, da je zgradil svojo piramido. Pokopavanje v piramidah je bilo v zgodnji Trinajsti dinastiji še v navadi.
Nasledila sta ga njegova sinova Sekemre in Džedhepereu.

## Grobnica
Hor I. je znan predvzem po  njegovi skoraj nedotaknjeni grobnici v Dahšurju, ki jo je leta 1894 odkril Jacques de Morgan v sodelovanju z Georgesom Legrainom in Gustavom Jequierjem. Grobnica je samo preprost jašek na severozahodnem vogalu piramide Amenemheta III. iz Dvanajste dinastije. Zgrajena je bila za nekoga z Amenemhetovega dvora  in nato razširjena za Hora I. Dograjeni sta bili kamnita pogrebna komora in predprostor.
Grobnica je bila kasneje izropana, a je ob odkritju  še vedno vsebovala naos z redkim lesenim kipom faraonove Ka v človeški velikosti. Kip je zdaj v Egipčanskem muzeju v Kairu in je eden on najpogosteje posnemanih  primerkov staroegipčanske umetnosti. Kip je tudi eden od najbolj dodelanih in ohranjenih staroegipčanskih lesenih kipov. 
V grobnici so našli delno pozlačeno gnilo leseno faraonovo krsto. S faraonove lesene posmrtne maske s kamnitimi očmi, vdelanimi v bron,  so odluščili pozlato, v njej pa je še bila faraonova lobanja.  Našli so tudi vse kanopske vrče. Z mumije so pokradli ves nakit, tako da je od nje ostalo samo okostje. Ugotovljeno je bilo, da je bil faraon ob smrti v štiridesetih letih. Med druge najdbe iz grobnice spadajo majhni kipci, vrči iz lesa in alabastra, nekaj nakita, dve alabasterni steli, popisani z modrimi hieroglifi in več bičev, žezel in lesenih palic, zloženih v dolgi leseni skrinji. Vsi predmeti so bili namerno poškodovani. V drugih delih grobnice so našli granitno glavo kija, zlato bodalo in veliko lončenine.
Ob Horovi grobnici so odkrili popolnoma nedotaknjeno grobnico faraonove hčerke Nubhetepti-hered, ki je bila  najverjetneje hčerka Hora I. ali morda Amenemheta III.